# Potok (gmina w województwie kieleckim)
Potok – dawna gmina wiejska istniejąca do 1954 roku w woj. kieleckim. Siedzibą władz gminy był Potok. 
W okresie międzywojennym gmina Potok należała do powiatu stopnickiego w woj. kieleckim. Po wojnie gmina zachowała przynależność administracyjną. 12 marca 1948 roku zmieniono nazwę powiatu stopnickiego na buski. Według stanu z dnia 1 lipca 1952 roku gmina składała się z 10 gromad: Głuchów, Korzenno, Lasy Głuchowskie, Mędrów, Potok, Rudki, Smyków, Wymysłów i Życiny.
Jednostka została zniesiona 29 września 1954 roku wraz z reformą wprowadzającą gromady w miejsce gmin. Po reaktywowaniu gmin z dniem 1 stycznia 1973 roku gminy Potok nie przywrócono, a jej dawny obszar wszedł głównie w skład gminy Szydłów.